# 曼格姆泉 (亞利桑那州)
曼格姆泉（英語：Mangum Springs）是位於美國亞利桑那州可可尼諾縣的一個非建制地區。該地的面積和人口皆未知。

## 地理
曼格姆泉的座標為36°37′34″N 112°20′58″W / 36.62611°N 112.34944°W，而該地的平均海拔高度為2071米（即6795英尺）。